# Liste de personnalités américaines d'origine allemande
Un Germano-Américain (en allemand : Deutschamerikaner) est un Américain d'héritage ou d'ascendance allemande. Avec environ 50 millions d'individus, ils forment le plus grand groupe ethnique aux États-Unis, comptant 15,2 % de la population américaine. Ils sont aujourd'hui totalement assimilés au restant de la population américaine.
Ceci est une liste de Germano-Américains célèbres ou réputés dans leur(s) domaine(s). Pour être inclus dans cette liste, ces personnes doivent avoir un article avec des références montrant qu'ils sont d'origine allemande et citoyens américains.

## Cinéma
- Jensen Ackles - acteur, réalisateur
- Robert Altman - réalisateur, producteur, scénariste
- Mädchen Amick - actrice
- Edward Arnold - acteur
- Fred Astaire - danseur, acteur, chanteur, compositeur
- Kim Basinger - actrice
- Jessica Biel - actrice
- Benjamin Bratt - acteur
- Jerry Bruckheimer - producteur
- Sandra Bullock - actrice
- James Caan - acteur, réalisateur
- Nicolas Cage - acteur, réalisateur, producteur
- David Carradine - acteur, réalisateur, scénariste, compositeur
- Harry Cohn - producteur
- Kevin Costner - acteur, réalisateur, producteur
- Tom Cruise - acteur, producteur
- Doris Day - actrice, productrice, chanteuse
- Johnny Depp - acteur, réalisateur, producteur, scénariste
- Cameron Diaz - actrice
- Leonardo DiCaprio - acteur, producteur, scénariste
- Marlene Dietrich - actrice, chanteuse
- Robert Downey Jr. - acteur
- Kirsten Dunst - actrice
- Matt Groening - dessinateur, producteur, scénariste
- Lisa Edelstein - actrice
- Shannon Elizabeth - actrice
- Noah Emmerich - acteur
- Toby Emmerich - producteur, scénariste
- Miguel Ferrer - acteur, directeur de la photographie, monteur
- William Fichtner - acteur
- Harrison Ford - acteur
- Dennis Franz - acteur
- Clark Gable - acteur
- Maggie Grace- actrice et productrice
- Jon Hamm - acteur
- Mariska Hargitay - actrice
- David Hasselhoff - acteur
- James Haven - acteur, producteur
- Katherine Heigl - actrice, productrice
- Simon Helberg - acteur
- Marg Helgenberger - actrice
- Kathy Hilton - actrice
- Nicky Hilton - actrice, mannequin, styliste
- Paris Hilton - actrice
- Angelina Jolie - actrice, réalisatrice, productrice
- Van Johnson - acteur
- Joe Johnston- réalisateur, producteur, directeur artistique, écrivain
- Peter Krause - acteur
- Brandon Lee - acteur
- Shannon Lee - actrice
- Siegmund Lubin - producteur, réalisateur, pionnier du cinéma
- Ernst Lubitsch - réalisateur
- Anthony Mann - réalisateur, scénariste
- Amber Michaels - actrice pornographique
- Shanna Moakler - actrice
- Wayne Newton - acteur, producteur, chanteur, compositeur
- Nick Nolte - acteur, producteur
- Jerry Orbach - acteur, chanteur
- Adrian Pasdar - acteur, réalisateur
- William L. Petersen - acteur, producteur
- Michelle Pfeiffer - actrice
- Brad Pitt - acteur et producteur
- Erich Pommer - producteur, scénariste
- Freddie Prinze Jr. - acteur
- Navi Rawat - actrice
- Mark Salling - acteur
- Roy Scheider - acteur
- Liev Schreiber - acteur, réalisateur, scénariste
- David Schwimmer - acteur, réalisateur
- Philip Seymour Hoffman - acteur, réalisateur
- Tye Sheridan-acteur
- Steven Spielberg - réalisateur, scénariste, producteur
- Meryl Streep - actrice
- Hilary Swank - actrice
- Charlize Theron - actrice, mannequin
- Tiffani Thiessen - actrice
- Vince Vaughn - acteur, producteur, scénariste
- Jon Voight - acteur, scénariste
- Paul Walker - acteur, producteur
- Christopher Walken - acteur
- Bruce Willis - acteur, producteur
- Rumer Glenn Willis - actrice
- William Wyler - réalisateur, producteur

● Robert Conrad - acteur 

## Musique
- Kurt Cobain - Chanteur et guitariste (Nirvana)
- Rivers Cuomo - chanteur, guitariste, compositeur (Weezer)
- Fred Durst - Chanteur et rappeur (Limp Bizkit)
- Eminem - Rappeur
- Michael Franti - Rappeur
- Ace Frehley - Guitariste (Kiss)
- Synyster Gates - Guitariste (Avenged Sevenfold)
- Kimberly Goss - chanteuse (Sinergy)
- Dave Grohl - Batteur, chanteur et guitariste (Nirvana, Foo Fighters...)
- Jeff Hanneman - Guitariste (Slayer)
- Vanilla Ice - Rappeur
- James Hetfield - Chanteur et guitariste (Metallica)
- Anthony Kiedis - Chanteur (Red Hot Chili Peppers)
- Marilyn Manson - Chanteur
- MGK- Rappeur
- Paul Miersch - compositeur et violoncelliste
- Dave Mustaine - Chanteur et guitariste (Metallica)
- Jaco Pastorius - bassiste
- Les Paul - guitariste, inventeur
- Elvis Presley - Chanteur et acteur
- Dee Dee Ramone - Bassiste (Ramones)
- Axl Rose - Chanteur (Guns N' Roses)
- Calvin Russell- Chanteur de Blues
- Michael Stipe - chanteur, parolier (R.E.M.)
- Steven Tyler - Chanteur (Aerosmith)
- Eddie Vedder - Chanteur
- Zakk Wylde - guitariste
- Hans Zimmer - Compositeur

## Beaux-arts
- Walter Behrendt - architecte
- Otto Bettmann - conservateur de musée
- Alfred Eisenstaedt - photographe et photojournaliste
- John Gast - lithographe et peintre de American Progress
- Walter Gropius - architecte, designer, urbaniste
- Herbert Jacob Gute (1908-1977), peintre
- Severin Roesen - peintre
- Martin Wagner - architecte, urbaniste

## Littérature
- Charles Bukowski - écrivain
- Anita Desai - romancière
- Louise Erdrich - écrivaine
- Nancy H. Kleinbaum - journaliste, écrivaine
- Betty Smith - écrivaine
- Janine Pommy Vega - poétesse
- John Steinbeck - écrivain

## Politique
- Lorenz Brentano
- George W. Bush - Président des États-Unis
- Grover Cleveland - Président des États-Unis
- Kent Conrad - homme politique, sénateur
- Tom Daschle
- Dwight Eisenhower - Général de l'armée américaine et président des États-Unis
- Carl Joachim Friedrich - politologue
- Timothy Geithner - Secrétaire au Trésor
- Friedrich Hecker - révolutionnaire allemand, homme politique ayant pris part à la Guerre de Sécession
- Alice Heine - princesse consort de Monaco
- Herbert Hoover - Président des États-Unis[1]
- Lyndon B. Johnson - Président des Etats-Unis
- Henry Kissinger - Secrétaire d'État
- Joseph McCarthy - homme politique, sénateur
- Sigmund Neumann - politologue
- Richard Nixon - Président des États-Unis
- Sarah Palin - Gouverneur de l'Alaska
- Frédéric Prinz von Anhalt - célébrité, homme politique
- Nelson Rockefeller - homme politique, gouverneur, vice-président des États-Unis
- Theodore Roosevelt - Président des États-Unis
- Donald Rumsfeld - Secrétaire à la défense
- Carl Schurz - journaliste, homme politique, sénateur
- Sargent Shriver - juriste, homme politique
- Donald Trump - Président des États-Unis
- Jesse Ventura - Gouverneur du Minnesota
- Alexander Wendt - politologue
- Ron Wyden - homme politique, sénateur

## Militaire
- Buzz Aldrin - astronaute et pilote
- Neil Armstrong - astronaute et pilote
- Oscar Burkard - major de l'armée américaine
- Chris Kyle, tireur d'élite de l'armée américaine
- Chester Nimitz- amiral de l'armée américaine
- George S. Patton - général de l'armée américaine
- Norman Schwarzkopf - général de l'armée américaine
- Franz Sigel - officier allemand exilé ayant pris part à la Guerre de Sécession

## Sciences
- Richard Friedrich Arens - mathématicien
- Paul Bartsch - malacologiste et carcinologiste
- Albert Einstein - physicien[2]
- Kurt Goldstein - neurologiste et psychiatre
- Fritz Haas - malacologiste
- Walter Haeussermann - ingénieur
- Herman Hollerith - ingénieur
- Abraham Jacobi - médecin
- Willy Ley - auteur scientifique
- Arnold Edward Ortmann - naturaliste
- Charles Pfizer - chimiste
- Claude Shannon - ingénieur, mathématicien
- Magnus von Braun - Ingénieur et chimiste
- Wernher von Braun - Ingénieur et physicien
- Max Zorn - mathématicien
- Katherine Oppenheimer - biologiste et botaniste
- Robert Oppenheimer - physicien bombe atomique

## Sport
- Marcus Hahnemann - footballeur
- Stacy Keibler - catcheuse
- Abby Wambach - footballeuse
- Doug Reinhardt - joueur de Baseball
- Johnny Weissmuller - nageur olympique
- Julian Green - footballeur

## Télévision
- Rosemary Clooney - actrice, chanteuse
- Ellen DeGeneres - humoriste, animatrice de télévision, écrivaine
- Jimmy Kimmel - humoriste, animateur et producteur de télévision
- David Letterman - humoriste, animateur et producteur de télévision
- Jerry Springer - animateur de télévision

## Criminels
- George Atzerodt - membre de la conspiration contre le président Lincoln
- Jeffrey Dahmer- tueur en série connu pour ses paraphilies et son cannibalisme
- Lee Harvey Oswald - suspect de l'assassinat du président Kennedy
- Gerard Schaefer-tueur en série

## Fiction
- Betty Draper - Mad Men

## À classer
- Andy Bechtolsheim - ingénieur, homme d'affaires
- Roger Ebert - journaliste, critique de cinéma
- Robert Hanssen - agent double du FBI
- Conrad Hilton - hôtelier
- Francis Daniel Pastorius - colon, fondateur de la ville de Germantown
- Eric Schmidt - ingénieur en informatique, homme d'affaires, ancien PDG de Google
- Maria Shriver - journaliste
- Jesse Ventura - acteur, catcheur, homme politique
- Kat Von D - tatoueuse, femme d'affaires, présentatrice de télévision